# Hrabina Cagliostro
Hrabina Cagliostro – powieść autorstwa Maurice’a Leblanca opisująca przygody Arsène’a Lupin. Wydana po raz pierwszy na łamach gazety „Le Journal” (1923-1924). Książka ukazała się w księgarniach w 1924 roku. 
W Polsce powieść ukazała się w serii Klasyka Kryminału (Biblioteka Bluszcza), w cyklu Arsène Lupin (tom: 16) oraz w serii Klasyka francuskiego kryminału Wydawnictwa CM.

## Fabuła
Arsène Lupin, młody kochanek Clarisse d’Étigues, ratuje niejaką Joséphine Balsamo, którą ojciec i kuzyn Clarisse próbowali zabić na rozkaz ich szantażysty, Beaumagnana. Beaumagnan i jego przyjaciele byli zadeklarowanymi rojalistami. Józefina Pellegrini-Balsamo była hrabiną Cagliostro, urodzoną w Palermo 29 lipca 1788 jako córka Józefa Balsamo i Józefiny de la Pagerie.
W wieku około 106 lat, ale wyglądająca na 30, jest szpiegiem, zdrajcą, złodziejem i mordercą, który wykorzystał tajemnicę długiego życia i młodości Cagliostro. Lupin miota się między miłością do Clarisse a miłością-namiętnością do Joséphine, która budzi w nim nienawiść. Co więcej, jest na tropie tajemnicy, której poszukują już Joséphine i Beaumagnan oraz ich przyjaciele.
To właśnie w tej opowieści poznajemy cztery zagadki wyryte na ramie magicznego lustra Cagliostro, których ten nie zdążył rozwiązać:
- In robore fortuna [szczęście jest w sercu dębu]: zagadka, którą rozszyfrowuje Dorothea w opowieści o Dorocie, tancerce na linie;
- La Dalle des rois de Bohème [Płyta królów czeskich]: zagadka rozwiązana przez Lupina w Wyspie trzydziestu trumien;
- Fortuna królów Francji: zagadka rozwiązana przez Lupina w Wydrążonej iglicy;
- Siedmioramienny świecznik: zagadka, która nie oprze się Lupinowi w obecnej historii, a której nie zdołają rozszyfrować jego przeciwnicy

Akcja powieści toczy się między innymi w opactwie w Jumièges.

## Rozdziały
Książka w oryginale składa się z następujących rozdziałów:
- I. Arsène Lupin a vingt ans
- II. Joséphine Balsamo, née en 1788…
- III. Un tribunal d’Inquisition
- IV. La barque qui coule
- V. Une des sept branches
- VI. Policiers et gendarmes
- VII. Les délices de Capoue
- VIII. Deux volontés
- IX. La roche Tarpéienne
- X. La main mutilée
- XI. Le vieux phare
- XII. Démence et génie
- XIII. Le coffre-fort des moines
- XIV. « L’infernale créature »
- Épilogue